# Éric Demarsan

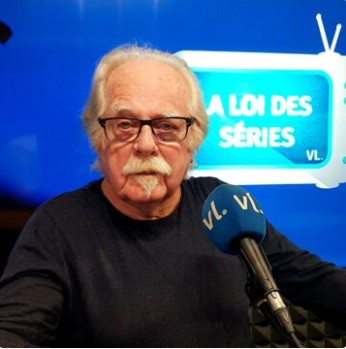
Éric Demarsan, 2022

Éric Demarsan (* 2. Oktober 1938 in Paris) ist ein französischer Komponist.  Einen Namen machte er sich vor allem als Musikkomponist von Film- und Fernseh-Produktionen.

## Leben
Nachdem er für Michel Magne arbeitete landete er 1969 seine ersten großen Erfolge mit Jean-Pierre Melvilles Armee im Schatten und Vier im roten Kreis. Danach arbeitete er an großen Produktionen unter anderem mit Jean-Pierre Mocky, Costa-Gavras oder Patrice Leconte.
Außerdem komponierte Éric Demarsan einige Songs und Alben unter dem Pseudonym Jason Havelock, wie etwa das „Pop Symphony Album“. Seit 2000 arbeitet er regelmäßig mit den Regisseuren Guillaume Nicloux und Hervé Hadmar.

## Filmografie (Auswahl)
- 1969: Armee im Schatten (L’armée des ombres)
- 1970: Vier im roten Kreis (Le cercle rouge)
- 1974: Man hat's nicht leicht auf dieser Welt (C’est dur pour tout le monde)
- 1975: Der rote Ibis (L’ibis rouge)
- 1975: Der erotische Zirkus (La fille du garde-barrière)
- 1975: Love-Story einer Nonne (Les mal-partis)
- 1975: Sondertribunal – Jeder kämpft für sich allein (Section spéciale)
- 1978: Der unheimliche Fremde (Attention, les enfants regardent)
- 1979: 5 Prozent Risiko (5% de risque)
- 1982: Flirt mit dem Tod (L’indiscretion)
- 1983: Der Herzensbrecher (Le Bourreau des cœurs)
- 1984: Die Spezialisten (Les spécialistes)
- 1991: Die Baskenmütze (Bonne chance Frenchie)
- 1993: Das Geheimnis des 13. Wagens (La Treizième voiture)
- 1997: Eine Rose für den Maharadscha (Les mystères de Sadjurah)
- 1998: Clarissa – Tränen der Zärtlichkeit (Clarissa)
- 1998: Vidange
- 2000: La candide Mme Duff
- 2002: Eine ganz private Affäre (Une affaire privée)
- 2003: Im Schatten der Wälder (Cette femme-là)
- 2006: Liu San – Wächter des Lebens (Le concile de pierre)
- 2014–2017: Die Zeugen (Les témoins, Fernsehserie, 14 Episoden)
- 2016: Briefe aus Athen (Portraito tou patera se kalro polemou)
- 2020: Der Virtuose des Gangsterfilms – Jean-Pierre Melville (Melville, le dernier samouraï)
- 2020: Wonderland, the Girl from the Shore (Fernsehserie, 6 Episoden)